# الدولة الأفشارية
كانت الممالك المحروسة الإيرانية، المعروفة أيضًا باسم إيران الأفشارية أو الإمبراطورية الأفشارية، إمبراطورية إيرانية أسستها قبيلة أفشار التركمانية في إقليم خراسان شمال شرقي البلاد. وقد أسست هذه القبيلة السلالة الأفشارية التي حكمت إيران خلال منتصف القرن الثامن عشر. كان مؤسس السلالة، نادر شاه، قائدًا عسكريًا بارعًا، تمكن من خلع آخر ملوك السلالة الصفوية في 1736، وأعلن نفسه شاهًا على إيران.
خلال فترة حكم نادر شاه، بلغت إيران أقصى اتساع جغرافي لها منذ العهد الساساني. ففي أوج قوتها، سيطرت الإمبراطورية الأفشارية على إيران الحالية وأرمينيا وجورجيا وأذربيجان وأفغانستان وباكستان والهند والبحرين وقطر وتركمانستان وأوزبكستان وأجزاء من العراق وطاجيكستان وكازاخستان وتركيا والإمارات العربية المتحدة والمملكة العربية السعودية وسلطنة عمان والخليج العربي ومنطقة شمال القوقاز (داغستان). وبعد وفاته، قُسمت معظم إمبراطوريته بين الزنديين والدُرانيين والجورجيين وخانية قلات وخانيات القوقاز، بينما انحصر الحكم الأفشاري في دولة محلية صغيرة في خراسان. وفي نهاية المطاف، أُطيح بالسلالة الأفشارية على يد آغا محمد خان القاجاري عام 1796، الذي أسس إمبراطورية إيرانية وطنية جديدة وأعاد فرض السيادة الإيرانية على عدد من المناطق المذكورة سابقًا.
سُميت السلالة نسبةً إلى قبيلة أفشار التركمانية في خراسان شمال شرقي إيران، وهي القبيلة التي ينتمي إليها نادر شاه. كانت قبائل الأفشار قد هاجرت في الأصل من تركستان إلى أذربيجان (أذربيجان الإيرانية) في القرن الثالث عشر. وفي مطلع القرن السابع عشر، نقل عباس الأكبر أعداد كبيرة من الأفشار من أذربيجان إلى خراسان بهدف الدفاع عن الحدود الشمالية الشرقية للدولة ضد هجمات الأوزبك، واستقر الأفشار هناك بعد ذلك. وكان نادر شاه ينتمي إلى فرع قرقلو من قبيلة الأفشار.

## تاريخ

### تأسيس السلالة
ولد نادر شاه (باسم نادر قلي) في عائلة متواضعة شبه بدوية من قبيلة أفشار في خراسان، حيث أصبح لاحقًا زعيم حرب محلي. بدأت رحلته نحو السلطة عندما أطاح محمود الهوتكي الغلزائي بالشاه الصفوي الضعيف والمهزوم سلطان حسين في 1722. وفي الوقت نفسه، استولت القوات العثمانية والروسية على أراضٍ إيرانية. إذ انتزعت روسيا أجزاء واسعة من الأراضي الإيرانية في منطقة القوقاز الشمالي وما وراء القوقاز، بالإضافة إلى مناطق من شمال إيران، وذلك في إطار الحرب الروسية الفارسية، بينما غزا العثمانيون المجاورون البلاد من الغرب. وبموجب معاهدة القسطنطينية عام 1724، اتفقت روسيا والدولة العثمانية على تقسيم المناطق المستولى عليها فيما بينهما.
وعلى الجانب الآخر من ساحة الصراع، انضم نادر إلى طهماسب الثاني، نجل السلطان حسين الصفوي، وقاد المقاومة ضد الأفغان الغلزائيين، فنجح في طرد زعيمهم أشرف خان من العاصمة عام 1729، وأعاد طهماسب إلى العرش. واصل نادر القتال لاستعادة الأراضي التي فُقدت لصالح العثمانيين والروس، ولإعادة فرض الهيمنة الإيرانية داخل إيران. وأثناء غيابه في الشرق لمحاربة الغلزائيين، شن طهماسب حملة كارثية في منطقة القوقاز، مما أتاح للعثمانيين فرصة استعادة معظم الأراضي التي كانوا قد خسروها في الغرب. وعندما علم نادر بذلك، استاء بشدة، وأطاح بطهماسب عام 1732 لصالح ابنه الرضيع عباس الثالث. وبعد مرور أربع سنوات، وبعد أن استعاد معظم الأراضي الإيرانية المفقودة، شعر نادر بالثقة الكافية ليعلن نفسه شاهًا بشكل رسمي خلال مراسم أُقيمت في سهل مغان.
نجح نادر لاحقًا في إجبار الروس على التنازل عن الأراضي التي استولوا عليها خلال عامي 1722–1723، وذلك من خلال معاهدة رشت عام 1732 ومعاهدة غنجة عام 1735. وبعد أن استعاد السيطرة على المناطق الشمالية الأساسية، وبفضل تحالف روسي إيراني جديد ضد العدو العثماني المشترك، واصل نادر الحرب العثمانية الفارسية. وقد طُردت الجيوش العثمانية من غرب إيران وبقية مناطق القوقاز، وأجبرت معاهدة القسطنطينية عام 1736 الدولة العثمانية على الاعتراف بالسيادة الإيرانية على القوقاز، واعترفت كذلك بنادر شاهًا جديدًا على إيران.

### غزوات نادر شاه ومشكلة الخلافة

#### سقوط السلالة الهوتكية
تواصل طهماسب وزعيم القاجار فتح علي خان (جد آغا محمد خان القاجاري) مع نادر وطلبا منه الانضمام إلى صفوفهما لطرد الأفغان الغلزائيين من خراسان. وافق نادر، وبذلك أصبح شخصية ذات أهمية وطنية. وعندما اكتشف نادر أن فتح علي خان كان يتواصل مع مالك محمود، أفشى ذلك للشاه، فأقدم طهماسب على إعدام فتح علي خان وجعل نادر رئيسًا لجيشه بدلًا منه. وبعد ذلك، تبنى نادر لقب طهماسب قلي (خادم طهماسب). وفي أواخر 1726، استعاد نادر مدينة مشهد.
لم يتجه نادر مباشرة إلى أصفهان، بل شرع أولًا في مايو 1729 بهزيمة الأفغان الأبادلة قرب هراة، حيث انضم العديد منهم لاحقًا إلى صفوف جيشه. أما شاه الغلزائيين الجديد، أشرف، فحاول مواجهة نادر، لكنه تلقى هزيمة في سبتمبر 1729 في معركة دامغان، ثم هُزم مرة أخرى بشكل قاطع في نوفمبر بمعركة مورشاخورت، مما أدى إلى طرد الأفغان نهائيًا من الأراضي الإيرانية. فر أشرف، ودخل نادر أخيرًا أصفهان في ديسمبر، وسلمها لطهماسب، لكنه لم يتردد في نهب المدينة لتأمين رواتب جيشه. عين طهماسب نادر واليًا على عدة محافظات شرقية، منها خراسان مسقط رأسه، وربطه به من خلال تزويجه من شقيقته. واصل نادر مطاردة أشرف حتى هزمه، وقد قُتل الأخير على يد أتباعه. وفي 1738، حاصر نادر شاه وحطم آخر معاقل حكم الهوتك في قندهار، ثم أسس مدينة جديدة بالقرب منها أطلق عليها اسم «نادر آباد».

#### الحملة العثمانية الأولى واستعادة القوقاز
في ربيع 1735، شن نادر هجومًا على العثمانيين، الخصم اللدود لإيران، واستعاد معظم الأراضي التي فقدتها إيران خلال فترة الفوضى الأخيرة. وفي الوقت ذاته، شن الأفغان الأبادلة ثورة وحاصروا مدينة مشهد، مما اضطر نادر إلى تعليق حملته لإنقاذ شقيقه إبراهيم. استغرق نادر 14 شهرًا لقمع هذا التمرد وإخماده.
تدهورت العلاقات بين نادر والشاه مع تزايد قلق الأخير من النجاحات العسكرية لقائده. وأثناء غياب نادر في الشرق، حاول طهماسب فرض سيطرته من خلال شن حملة لاستعادة يريفان، لكنه انتهى بفقدان جميع المكاسب التي حققها نادر لصالح العثمانيين، ووقع معاهدة تنازل بموجبها عن جورجيا وأرمينيا مقابل تبريز. أدرك نادر، غاضبًا بشدة، أن الوقت قد حان لعزل طهماسب. رفض المعاهدة وسعى لكسب دعم الشعب من أجل حرب ضد العثمانيين. في أصفهان، أسكر نادر طهماسب ثم عرضه على رجال البلاط متسائلًا ما إذا كان رجل في هذه الحالة صالحًا للحكم. وفي 1732، أجبر نادر طهماسب على التنازل عن العرش لصالح ابن الشاه الرضيع، عباس الثالث، الذي أصبح نادر وصيًا عليه.
رأى نادر، في خضم مواصلته لحرب 1730 - 1735، أن بإمكانه استعادة أرمينيا وجورجيا من العثمانيين عبر الاستيلاء على بغداد، ثم طرحها لتكون ورقة مساومة مقابل الأقاليم المفقودة. غير أن الخطة باءت بالفشل عندما هُزم جيشه هزيمة ساحقة على يد القائد العثماني طوبال عثمان باشا بالقرب من بغداد عام 1733. أمام تصاعد الاضطرابات الداخلية في إيران، أدرك نادر ضرورة استعادة زمام المبادرة سريعًا لتثبيت موقعه. فجمع جيشًا أكبر، وواجه طوبال مجددًا، لينتصر عليه هذه المرة ويقضي عليه. أعقب ذلك بفرض حصار على بغداد، وفي الشمال حاصر كنجه، الأمر الذي أكسبه دعمًا روسيًا في وجه العثمانيين. وفي معركة فاصلة عند يغو‌ارد (أرمينيا الحالية)، أحرز نادر انتصارًا مدويًا على جيش عثماني يفوقه عددًا وعدة، وبحلول صيف 1735، باتت أرمينيا وجورجيا تحت الحكم الإيراني مجددًا. وفي مارس 1735، أبرم نادر معاهدة كنجه مع روسيا، وافقت بموجبها الأخيرة على سحب ما تبقى من قواتها من الأراضي الإيرانية، لا سيما تلك التي لم يُتنازل عنها بموجب معاهدة رشت لعام 1732، وتشمل دربند وباكو وطاركي والمناطق المحيطة بها. وهكذا، استُعيدت السيادة الإيرانية الكاملة على منطقة القوقاز وشمال إيران.

## قائمة الملوك الأفشاريين
|   | الحاكم                      | الحياة    | الحكم            |
| - | --------------------------- | --------- | ---------------- |
| 1 | نادر شاه                    | ....-.... | 1160 هـ- 1148 هـ |
| 2 | علي بن إبراهيم الأفشاري     | ....-.... | 1160 هـ- 1161 هـ |
| 3 | إبراهيم بن إبراهيم الأفشاري | ....-.... | 1161 هـ- 1161 هـ |
| 4 | شاهرخ ميرزا                 | ....-.... | 1161 هـ-1210 هـ  |